# Severinstor (Passau)

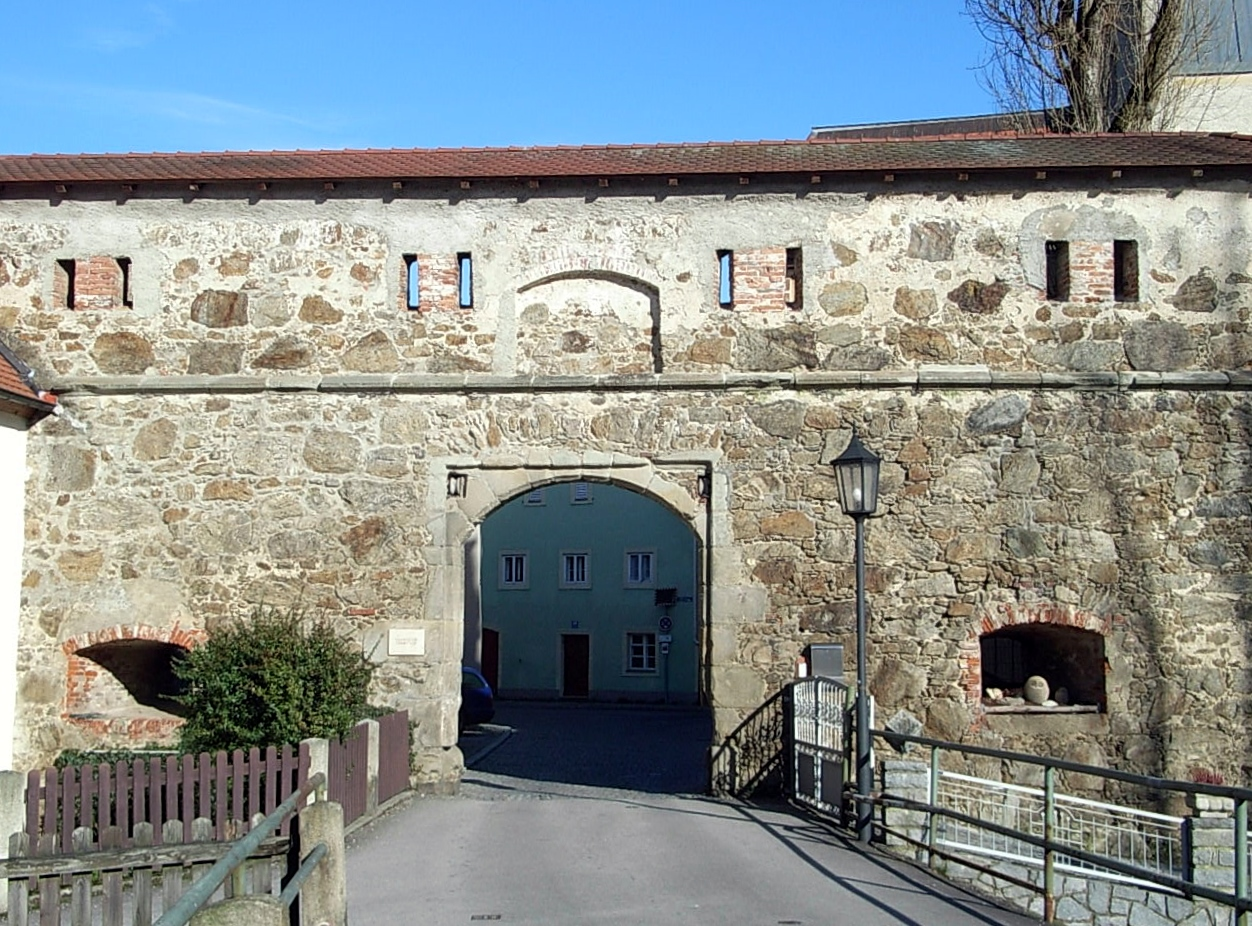
Das Severinstor in Passau

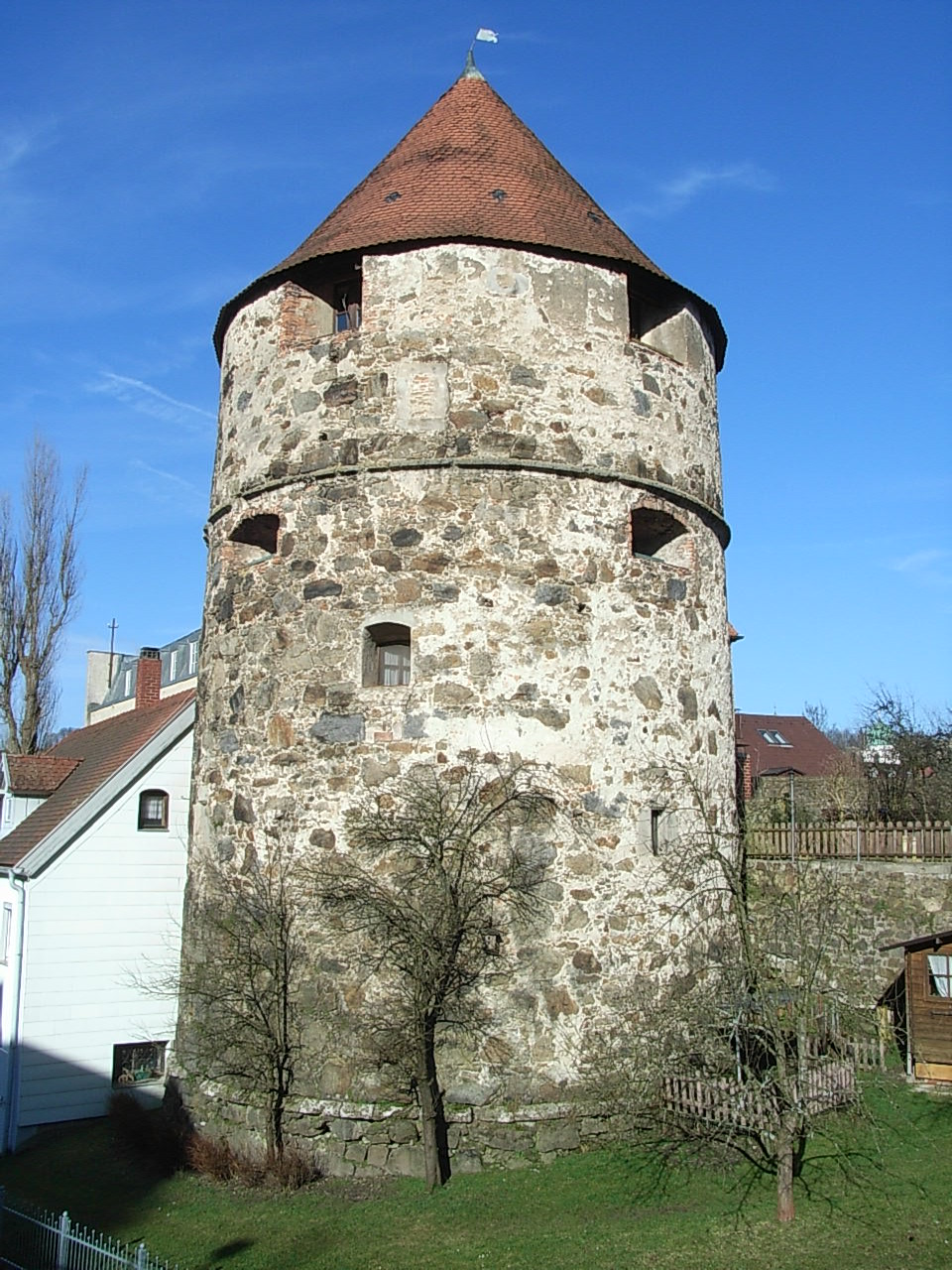
Der Peichterturm

Das Severinstor, auch Peichtertor, ist ein Stadttor in Passau.
Das Tor ist der westliche Eingang zur Innstadt und stammt aus dem Jahr 1412. Es war Bestandteil der Innstadt-Befestigung, von der noch eine turmbesetzte Mauerstrecke erhalten ist. Vom Severinstor selbst ist allerdings nur die Barbakane verblieben. Sie steht in der Nähe der Severinskirche mit dem dazugehörigen Friedhof. 
Der Name „Peichtertor“ geht auf das ehemalige Kastell Boiotro zurück, das sich hier befand. 1988 wurde das Severinstor für 150.000 DM restauriert, wovon die Stadt ein Drittel aufbringen musste.
Ganz in der Nähe befindet sich der 1403 errichtete Peichterturm, ein Rundturm, der die Stadtmauer verstärkte. Er wurde 1983 restauriert.